# Virados do Avesso
Virados do Avesso (Portugiesisch für: auf links gedreht) ist eine Filmkomödie des portugiesischen Regisseurs Edgar Pêra aus dem Jahr 2014.
Der Film lief auch als dreiteilige Miniserie im öffentlich-rechtlichen Fernsehen RTP, erstmals an Weihnachten 2015 bei RTP1, in der Nacht von Freitag, den 25. auf den 26. Dezember 2015. Am 2., 9. und 16. Oktober 2018 wurden die drei Teile dort wiederholt und erneut ab dem 6. März 2022, diesmal bei RTP2.

## Handlung
Der bekannte Erfolgsautor João durchlebt eine Schreibblockade und auch sein Liebes- und Gefühlsleben ist außer Tritt geraten. In dieser Kreativitätskrise verändert ein Ereignis sein Leben: João wacht eines Tages neben seinem Verlobten, dem Künstler Carlos Flores, auf und weiß plötzlich nicht mehr, dass er schwul ist und mit ihm zusammenlebt. Er entscheidet sich für eine Auszeit. Frei von Verpflichtungen, lebt er nun das Leben eines heterosexuellen Junggesellen.
Seine große Konkurrentin im Buchmarkt, die so attraktive wie skrupellose Erfolgsautorin Isabel, versucht nun, Joãos Eskapaden zu nutzen, um ihn beim Publikum in Misskredit zu bringen und ihn als Konkurrenten auszuschalten.
Joãos ungeduldiger Verleger bedrängt ihn derweil immer stärker, sich zu fangen und sein nächstes Buch fertigzustellen. Schließlich wird João bewusst, dass er nur mit Hilfe der aufrichtigen Zuneigung seiner Familie und seiner vernachlässigten Liebesbeziehung wieder in die Spur und zu sich selbst finden kann.

## Produktion und Rezeption
Der Film wurde 2014 in Lissabon gedreht und von den Produktionsgesellschaften Cinecool und Cinemate mit finanzieller Unterstützung der portugiesischen Filmförderung ICAM und der NOS Audiovisuais produziert.
Neben der Filmmusik von José Joaquim de Castro sind im Film auch Lieder des populären angolanischen Popsängers Anselmo Ralph zu hören, der hier in einer Nebenrolle auch selbst mitspielt.
Der Film wurde in einer Vorpremiere am 12. November 2014 im Cinema São Jorge in Lissabon vorgestellt und kam am 27. November 2014 in die portugiesischen Kinos. Mit 113.188 Zuschauern wurde er ein großer Publikumserfolg und gehörte zu den erfolgreichsten Produktionen des portugiesischen Kinos der Zeit. Er war danach für portugiesische Filmpreise nominiert, darunter die Prémios Sophia.
Die Filmkritiker zeigten sich dagegen überwiegend enttäuscht von dem, für Edgar Pêra ungewöhnlich kommerziellen und einfach aufgebauten Unterhaltungsfilm, der deutlich aus dem ansonsten sehr viel unberechenbareren Werk des Regisseurs abfällt.
Virados do Avesso erschien 2015 bei NOS Audiovisuais/Lusomundo als DVD.